# Enytus styriacus
Enytus styriacus là một loài tò vò trong họ Ichneumonidae.